# Operación Pokémon

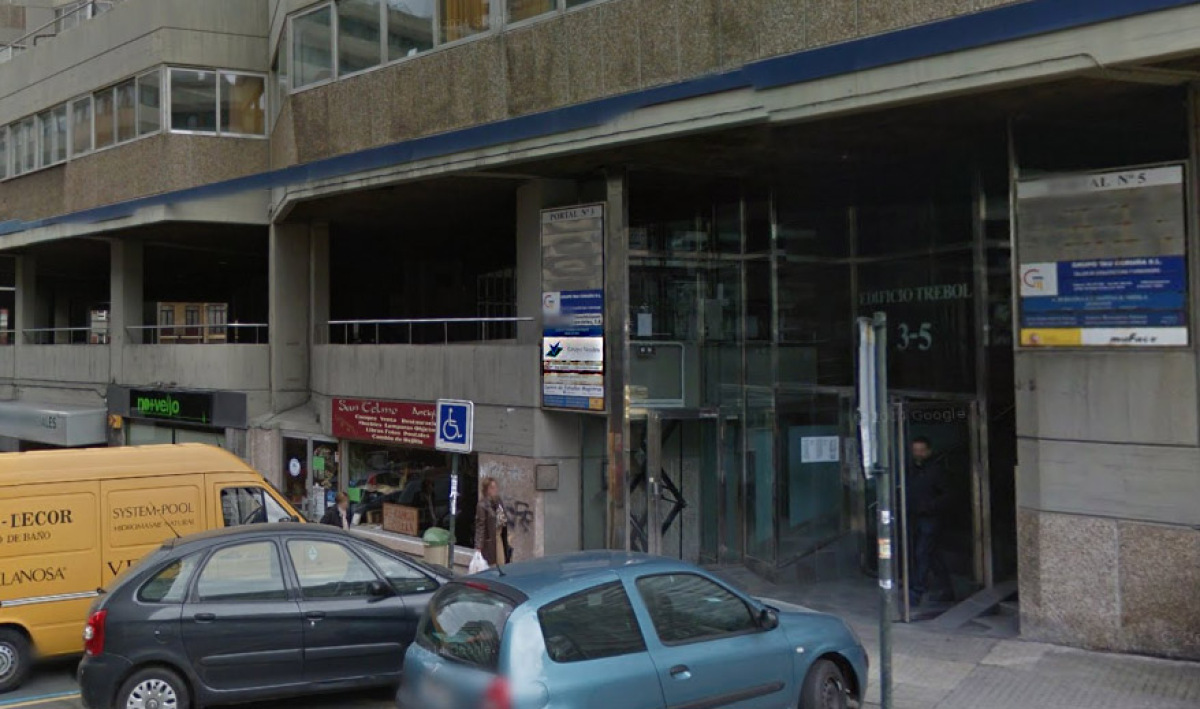
Edificio en el que se encuentra la sede coruñesa de Véndex.

La Operación Pokémon es una investigación judicial desarrollada en Galicia desde septiembre de 2012 en relación con distintos episodios de supuesta corrupción, en la que se vieron envueltos algunos políticos gallegos, como el alcalde de Orense, Francisco Rodríguez, el alcalde de Boqueijón, Adolfo Gacio, o el exconcejal de Urbanismo de Lugo, Francisco Fernández Liñares.
Fueron imputadas cerca de un centenar de personas entre directivos empresariales, políticos y funcionarios, convirtiendo a Pokémon en la mayor trama de corrupción destapada en Galicia.

## Caso
La juez instructora del caso es Pilar de Lara Cifuentes, titular del juzgado número 1 de Lugo. Esta juez había sido la responsable de la investigación de la Operación Carioca, otra pesquisa judicial de supuesta corrupción empresarial y política. La juez requirió información sobre sospechosos de ese caso Carioca a la Agencia Tributaria, el organismo de fiscalización de las tasas e impuestos de España, y los resultados de la Agencia llevaron a la conexión con un nuevo abanico de implicados. Según la hipótesis inicial, un grupo empresarial con sede en Madrid, Véndex, hubo de recibir contratos por parte de distintas administraciones públicas en Galicia a cambio de pagos o sobornos a cargos directivos, entre ellos dos alcaldes. Véndex es un grupo formado por una treintena de firmas que si dedican a distintas labores de asistencia a las administraciones públicas, como a la limpieza, al mantenimiento de colegios, a la asistencia social o al cobro de aparcamientos públicos.
El nombre de la operación le viene de la costumbre de los miembros de la trama usando nombres de pokémon, una popular serie de videojuegos y de anime.

## Detenciones e implicaciones políticas
La investigación llevó aparejada la detención de diversos cargos directivos del grupo Véndex, el registro de sus sedes en Asturias, Madrid y Galicia, y la posterior detención de personas que ostentaban responsabilidades de contratación en cuatro ayuntamientos de Galicia: Orense, Santiago de Compostela, Lugo y Boqueijón. En Boqueijón fue detenido el alcalde Adolfo Gacio (Partido Popular), que quedó en libertad después de pagar una fianza de 10.000€. En Orense fue detenido el alcalde, Francisco Rodríguez (PSdeG), que permaneció detenido e incomunicado durante dos días antes de prestar declaración y quien después fue liberado con una fianza de 6.000€ a la espera de juicio. En Santiago el detenido fue el jefe del servicio de contratación del ayuntamiento, mientras que en Lugo fue detenido el antiguo concejal de Urbanismo, Francisco Fernández Liñares (PSdeG), que posteriormente había sido director de la Confederación Hidrográfica del Miño-Sil. Liñares reconoció su implicación en la trama luego de un interrogatorio de diez horas. Liñares fue enviado a la prisión incomunicada de Monterroso a la espera de juicio, mientras Gervasio Ronaldo Rodríguez, el dueño de una de las empresas (Véndex), fue ingresado en la cárcel de Bonxe, también incomunicado.
El lunes 24 de septiembre el alcalde de Boqueijón, Adolfo Gacio, dimitió de su puesto. Al día siguiente el BNG rompía el acuerdo de gobierno en Orense y dejaba el alcalde Rodríguez en minoría, al tiempo que el PSdeG lo apartaba de la militancia. Rodríguez, que no dimitió en un primero momento, lo hizo al largo de la semana siguiente.
Las detenciones continuaron en los días siguientes, derivadas de los interrogatorios a los primeros detenidos. Por ejemplo, las declaraciones de Liñares permitieron descubrir que hasta cincuenta empresas estaban implicadas en la trama. Entre las detenciones del segundo turno estuvo la del jefe de la policía local de Orense, que quedó en libertad bajo fianza, la del concejal del BNG en Orense, Fernando Varela, también en libertad bajo fianza, la del concejal del PSdeG en Cospeito, Manuel Pico, así como las de diversos empresarios, o la del anterior coordinador de la policía local de Lugo, ya jubilado.

## Resultado
Durante varios años, la pesquisa judicial se encontraba en proceso de instrucción. La juez levantó el secreto de sumario en enero de 2014. En septiembre de 2019, la juez instructora fue apartada de su cargo por el CGPJ debido a "retrasos injustificados"; el caso todavía no tenía sentencia en firme; sólo una de las piezas a la espera, otra ha sido archivada y las otras 7 se encuentran en un laberinto judicial.
En marzo de 2021, la Audiencia Provincial de Lugo condenó a Francisco Fernández Liñares a cinco años de cárcel y a veinte de inhabilitación por delitos de cohecho y de prevaricación. Tras recurrir Liñares la sentencia, la Sala Segunda del Tribunal Supremo acordó en julio de 2023 rebajarle las penas a cuatro años y medio de prisión por cohecho y a 8 años y medio de inhabilitación por prevaricación en relación con la adjudicación de obras a empresarios a cambio de dinero o de prestaciones de trabajo en sus propiedades.
En julio de 2022, la Audiencia Provincial de Lugo condenó a Liñares, Javier Reguera (delegado de Vendex) y José María Tutor (responsable de Vendex en Galicia) a un año y cuatro meses de cárcel por delitos de cohecho, tráfico de influencias y pertenencia a organización criminal.
Finalmente, en junio de 2024 la Audiencia Provincial de Lugo condenó a Liñares, Javier Reguera y Manuel Santiso, junto a otros ocho empresarios acusados de diversos delitos fiscales y contables por haberse beneficiado de servicios a través de los anteriores, tras aceptar los términos de sus acuerdos de conformidad y admitir los hechos delictivos. También se condenó a las mercantiles Cechalva y Sanle S. L. a no optar a subvenciones y contratos públicos durante tres meses y a multas de menos de 1.000 euros.